# The Apostle of Vengeance
The Apostle of Vengeance er en amerikansk stumfilm fra 1916 af William S. Hart.

## Medvirkende
- William S. Hart som David Hudson.
- Nona Thomas som Mary McCoy.
- Joseph J. Dowling som Tom McCoy.
- Fanny Midgley som Marm Hudson.
- John Gilbert som Willie Hudson.